# 粟田丸 (特設巡洋艦)
粟田丸（あわたまる）は、かつて日本郵船が所有し運航していた貨物船。太平洋戦争中は特設巡洋艦、特設運送船として運用された。

## 概要
粟田丸は日本郵船の欧州航路改善のために投入されたA型貨物船の四番船として、三菱長崎造船所で1937年（昭和12年）3月2日に起工し8月5日に進水、12月23日に竣工した。往航はパナマ運河経由でハンブルクに至り、帰途はスエズ運河を通過して日本に戻る東航世界一周線に就航するが、1939年（昭和14年）の第二次世界大戦勃発で優秀船は保護のため撤退し、1940年（昭和15年）には航路も休止となった。アメリカ方面に配置換えとなったが、1941年（昭和16年）8月に事実上休航して遠洋航路は閉じられることとなった。
昭和16年8月16日、粟田丸は日本海軍に徴傭され、次いで9月5日付で特設巡洋艦として入籍、呉鎮守府籍となる。8月23日から10月5日まで三菱神戸造船所で特設巡洋艦としての艤装工事を受けた。就役後は第二十二戦隊（堀内茂礼少将）に編入され、特設監視艇隊の母艦的存在として釧路および横須賀を根拠地として行動する。1942年（昭和17年）4月18日早朝、粟田丸は第二監視艇隊の支援で隊の西方に位置していた。このとき、特設監視艇第二十三日東丸（日東漁業、90トン）がアメリカ第16任務部隊と第18任務部隊を発見して打電したが、間もなく軽巡洋艦ナッシュビルの砲撃で沈没した。粟田丸は第二十三日東丸のちょうど西方におり、第二十三日東丸の沈没から間を置かず最初の空襲を受けたが、この時は被害はなかった。しばらくして粟田丸は再び空襲を受け、至近弾1発を受けて軽微な損害を受けた。4月19日、敵機の攻撃を受けて航行不能となっていた監視艇「長久丸」の生存者を救助した。6月にはキスカ島攻略作戦に従事。1943年（昭和18年）に入ると、キスカ島への輸送作戦に参加する。3月には特設水上機母艦君川丸（川崎汽船、6,863トン）などとともにアッツ島への輸送任務にもつき、3月10日にアッツ島に到着して任務を成功させた。7月のキスカ島撤退作戦には応急収容隊として参加。このように、開戦以降の粟田丸は専ら北方海域の警戒にあたって他の海域で行動することはなかった。
9月、粟田丸は丁一号輸送部隊第三輸送隊として、ポンペイ島への輸送任務につくこととなった。9月18日に宇品を出撃し、9月26日にポンペイ島に到着。ポンペイ島への輸送任務を終えてトラック諸島に到着した10月1日付で、粟田丸は特設運送船に類別変更されるが、艤装転換工事は受けないままであった。引き続き、第十七師団（酒井康中将）をラバウルへ輸送することとなり、丁四号輸送部隊が編成され、粟田丸は特設運送船日枝丸（日本郵船、11,621トン）とともに第三輸送隊に名を連ねる。粟田丸は1,100名の人員と3,700立方メートルの武器、弾薬、糧食などを搭載し、10月20日午後に上海を出撃する。しかし、第三輸送隊は翌10月21日午後にはアメリカ潜水艦グレイバックが探知するところとなった。グレイバックは9,000ヤードまで接近し、ウルフパックを構成していたシャードとセロに通報したのち、浮上して速力を上げ第三輸送隊の前方への進出を図った。10月22日3時47分、北緯26度49分 東経125度03分 / 北緯26.817度 東経125.050度の地点でグレイバックは魚雷を6本発射し、4本が粟田丸に命中。命中した4本のうち1本は火薬庫に命中し、粟田丸は大爆発を起こして轟沈した。護衛の駆逐艦の舞風および野分が救助にあたったが、生存者は指揮官の竹内平七大佐以下乗員88名、輸送中の陸軍兵士76名を数えるのみであり、残りの乗員223名と陸軍兵士1,087名は戦死した。粟田丸は1944年（昭和19年）1月5日に除籍および解傭された。

## 艦長
艦長
- 牧兼幸 大佐：1941年9月5日[27] - 1943年3月4日[28]
- 竹内平七 大佐：1943年3月4日[28] - 1943年10月1日

指揮官
- 竹内平七 大佐：1943年10月1日 -

## 同型船
A型貨物船
- 赤城丸
- 有馬丸
- 浅香丸
- 吾妻丸